# Taikyoku Chudan
Taikyoku Chudan è un kata di karate, maggiormente noto nello stile del Gōjū-ryū.

## Caratteristiche nello stile Gōjū-ryū
Taikyoku Chudan è il secondo kata di karate  dello stile Gōjū-ryū.
I kata del Goju-Ryu, che iniziano col nome taikyoku, fanno parte dei kata di base, detti Taikyoku kata.
Taikyoku vuole dire "primo corso/percorso", mentre "chudan" significa "medio" (indica la parte media del corpo).
La parola Taikyoku deriva dall'arte cinese del Tai Chi, ma vi è somiglianza solo nel significato: l'idioma indica "che ha origine dall'universo" e viene usato per indicare qualsiasi cosa che si ritiene eterna.
Il Taikyoku Chudan è stato creato da Chōjun Miyagi.
Di solito viene eseguito per la cintura gialla, assieme al kata Taikyoku Gedan.

## Tecniche del kata nello stile Gōjū-ryū
Il kata è eseguito in posizione di Sanchin Dachi e Zenkutsu Dachi e le tecniche sono Chudan Uke e Gyaku/Seiken Tsuki. 
Il movimento del kata è ad "H", movimento comune a tutti i kata Taikyoku.